# Sanna Grønlid
Sanna Grønlid (2 maggio 1959) è un'ex biatleta norvegese.

## Biografia
In Coppa del Mondo ha vinto la classifica generale nel 1985, si è classificata seconda nel 1984 e nel 1986 e terza nel 1987.
In carriera ha partecipato a quattro edizioni dei Mondiali, Chamonix 1984 (2ª in sprint, 2ª in staffetta), Egg am Etzl/Ruhpolding 1985 (2ª in individuale, 1ª in sprint, 2ª in staffetta), Falun/Oslo 1986 (3ª in individuale, 3ª in staffetta) e Lahti/Lake Placid 1987 (1ª in individuale, 3ª in staffetta).

## Palmarès

### Mondiali
- 9 medaglie:
  - 2 ori (sprint a Egg am Etzl/Ruhpolding 1985; individuale a Lahti/Lake Placid 1987)
  - 4 argenti (sprint, staffetta a Chamonix 1984; individuale, staffetta a Egg am Etzl/Ruhpolding 1985)
  - 3 bronzi (individuale, staffetta a Falun/Oslo 1986; staffetta a Lahti/Lake Placid 1987)

### Coppa del Mondo
- Vincitrice della Coppa del Mondo nel 1985